# Cosmia nigrimaculata
Cosmia nigrimaculata är en fjärilsart som beskrevs av W. Warren 1912. Cosmia nigrimaculata ingår i släktet Cosmia och familjen nattflyn. Inga underarter finns listade i Catalogue of Life.